# シスコなふたり
『シスコなふたり』は、後藤羽矢子による漫画作品。双葉社発行の月刊4コマ漫画雑誌『まんがタウンオリジナル』にて人気ゲスト作品として度々掲載され、後に姉妹誌『まんがタウン』にて正式連載を開始、2011年3月号まで連載された4コマラブコメディ漫画である。

## 概要
雑貨屋を営むシスコン姉妹・椎子・麻衣子と、成り行きから姉妹両方と交際することになったタウン誌カメラマン・遠野の日常を描く、ラブコメストーリー4コマ漫画。
双葉社発行の4コマ漫画雑誌『まんがタウンオリジナル』にて2004年5月号、11月号、2005年3月号、7月号、10月号・11月号・12月号、2006年5月号、8月号と不定期にゲスト掲載され、同誌が2006年9月号をもって休刊すると、姉妹誌『まんがタウン』に発表の場を移し、2006年11月号のゲスト掲載を経て2007年4月号より連載を開始。
以上のような展開のため第10話までは読切ゲスト掲載という扱いだったが、ストーリーは各話独立した一話完結型ではなく、遠野が高山姉妹と出会い2人と交際に至る連続した物語になっており、連載は3人が既に交際を始めている状態から開始された。また、作品の人気を反映してか、多くの回で掲載ページ数の半分（8ページのうち4ページ）が2色刷りカラーで掲載されている。
また、同社の携帯電話用コンテンツ『ケータイまんがタウン』26号から27号にかけて、過去編である「シスコなふたり ハイスクール!」が発表される。
タイトルの「シスコ」はサンフランシスコの略称ではなく、「シスターコンプレックス」の略である。

## あらすじ
タウン誌カメラマン・遠野は、あるとき取材で訪問した雑貨屋の店員・麻衣子に一目ぼれしてしまう。ところが麻衣子と姉・椎子は、互いを異様なまでに想うシスコン姉妹だった。戸惑いつつも麻衣子との仲を深めようと努力した遠野は、ついに彼女との交際にこぎつける。しかしそれは、麻衣子・椎子2人と同時に交際する、奇妙な恋人関係の始まりだった。

## 登場人物
※表記順は雑誌掲載時の人物紹介に準じる。
高山 椎子（たかやま しいこ）
雑貨屋「SNOW DROP」店長で、麻衣子の姉。短い髪でややふっくらした顔、小柄でスレンダーの、かわいらしい印象の女性。人見知りする性格のため、店では主に奥の工房（コタツが置かれた、居間の様な部屋）で販売用の雑貨を制作している。理性的であまり表情に変化が無く、どこか頼りなげに見えるがとてもしっかりしており、一見ぼんやりした雰囲気だが実は色々と考えをめぐらせる策士で、さらりときついことを言う一面も持つ。表向き彼女が麻衣子に抱きついたり必要以上に接触することは無いが、遠野と2人きりになった際にはひたすら麻衣子の話題を話し続ける、いわば隠れシスターコンプレックスとも言えるほどの妹思い。ただし姉妹一緒に居ることを最重要視する麻衣子に比べ、妹の幸せを願う気持ちも強い様で、そのため彼女と遠野との恋がうまく発展する様にたびたび策を講じている。第7話では遠野が麻衣子に告白する様に仕向け、また自分と一緒でなければ交際に踏み切れないであろう麻衣子をおもんばかって自分も遠野と交際することにした。春を迎えた第12話で突然、3人での同棲を提案、麻衣子を説得すると（遠野の意見をよそに）その場で部屋決めと引越しの段取りをした。第15話では晩酌にかこつけて酒に弱い麻衣子を酔い潰して遠野に介抱させ仲を進展させようと図ったが、酔って倒れた彼女の下敷きにされ気絶、その際に介抱した遠野を意識してしまう。以来、本来は妹の脇役に徹するはずの自分に戸惑いつつ彼を意識し始めている。10月10日生まれで血液型はO型。
高山 麻衣子（たかやま まいこ）
雑貨屋「SNOW DROP」店員で、椎子の2歳違いの妹。後頭部で結った長髪と細面の顔、長身でナイスバディを持つ、明るく快活な美人女性。店では主に接客を担当、自分を目当てにやってくる男性客に商品を売り込んだりする。感情の起伏が大きく表情豊か、見かけによらずそそっかしくて子どもっぽい面もあり、直情径行気味で男性すら殴りつけたりする。運動や文化活動などあらゆることをこなせることから学生時代は各部活動の助っ人役を頼まれることも多かったが、その一方で男子から人気があるために女子の反感を買い、女子の友達があまり居なかった。その美貌で男性にはモテまくるが、いつも椎子に抱きつくなどする重度のシスターコンプレックスぶりによって、寄ってくる男性を興冷めさせてしまう。遠野から初めて食事に誘われた折（第1話）、帰りに彼を自宅まで招きいれたが、それは以前から多くの男性に求愛された彼女にとっても初めてのことで、椎子によれば麻衣子もこの時から無意識に遠野を気に入っていたらしい。第7話でシスターコンプレックスを承知の上で告白をした遠野の求愛を姉と共に受け容れ、姉妹揃って彼と交際することになった。交際を始めてもしばらくはあまり自覚が無かった様で、同棲を始めて以降も遠野より椎子を優先する姿勢は変わらなかったが、第16話頃から遠野を恋人として意識し始めた様で、第17話で遠野の同僚・阿部みさおからの「遠野との交際は、自分たちがレズビアンであることを隠すためのカムフラージュではないか」との挑発に対し、大胆にも彼女や姉の前で遠野の唇を奪ってみせた。こうして徐々に遠野の恋人としての自覚を目覚めさせつつあるが、意識の上では相変わらずのシスコンぶりを見せている。5月21日生まれで血液型はA型。
遠野 裕（とおの ゆう）
タウン誌「タウンウォーク」所属のカメラマン。第1話冒頭、取材で訪れた「SNOW DROP」にて応対に出た麻衣子に一目ぼれ、その際の掲載誌を姉妹に届けると同時に彼女を食事に誘った。その帰りに彼女の自宅に招かれ、彼女のシスコンぶりを改めて目の当たりにし一旦は諦めかけたが、椎子から実は麻衣子も遠野を無意識に好ましく思っている様子であることを伝えられ、奮起した。その後しばらくは「（麻衣子をシスターコンプレックスから脱却させて、一般的な恋愛ができるように、という意味で）まっとうにしてみせる!」と意気込んでいたが、あるときから椎子にも惹かれ始め、また足しげく逢ううちに彼女らのシスコンぶりにもすっかり順応してしまった。ハロウィンの夜（第7話）、覆面の子ども（実は椎子）に突き飛ばされた拍子に麻衣子に抱きついてしまい、その勢いを借りて『めぞん一刻』の台詞を引用して告白、晴れて交際をスタートさせるが、その際に椎子からも告白を受けたため、姉妹同時に交際することとなった。以降もそれほど急激な進展はしていないものの、第10話では母親に姉妹を紹介、第12話からは姉妹と同棲を始め、第17話では麻衣子と初めて口づけを交わすなど、少しずつ関係を深めつつある。11月27日生まれで血液型はA型。
丸山（まるやま）
タウン誌「タウンウォーク」編集部員。遠野の後輩に当たり社内では彼と最も親しいらしい。鼻の周囲にそばかす状の斑点がある。第2話では椎子を麻衣子から離そうと考えた遠野により、椎子の相手役として彼と共に高山姉妹を飲みに誘ったが、鼻周辺の毛穴汚れを「角せん除去パック」で取って麻衣子に見せるなどする彼女の変人ぶりに辟易して交際を断念した。こうした縁もあって遠野と高山姉妹の交際についてよく知っており、遠野自身は姉妹と交際している事実を社内に伏せていたが、第17話時点では丸山によって女子社員にまで噂が広まっていた。第2話初登場時には「丸川」と呼ばれていたが、第17話では「丸山」と呼ばれている。

## 単行本
1. （2007年10月12日発売、2007年11月12日第1刷発行） ISBN 978-4-5759-4129-6
2. （2009年5月12日第1刷発行・発売） ISBN 978-4-575-94226-2
3. （2010年2月27日第1刷発行・発売） ISBN 978-4-575-94268-2
4. （2011年6月10日第1刷発行・発売） ISBN 978-4-575-94321-4